# 安娜·艾瑪莉亞 (不倫瑞克-沃爾芬比特爾)
安娜·艾瑪莉亞（德語：Anna Amalia，1739年10月24日—1807年4月10日），薩克森-魏瑪-艾森納赫公爵夫人，不倫瑞克-沃爾芬比特爾公爵卡爾一世的女兒。

## 家庭
1756年，安娜·艾瑪莉亞和薩克森-魏瑪-艾森納赫公爵恩斯特·奧古斯特二世結婚，兩人共有兩個兒子：
1. 卡爾·奧古斯特（1757年—1828年）
2. 腓特烈·斐迪南·康斯坦丁（英语：Prince Frederick Ferdinand Constantin of Saxe-Weimar-Eisenach）（1758年—1793年）